# Flickan och sjötrollen

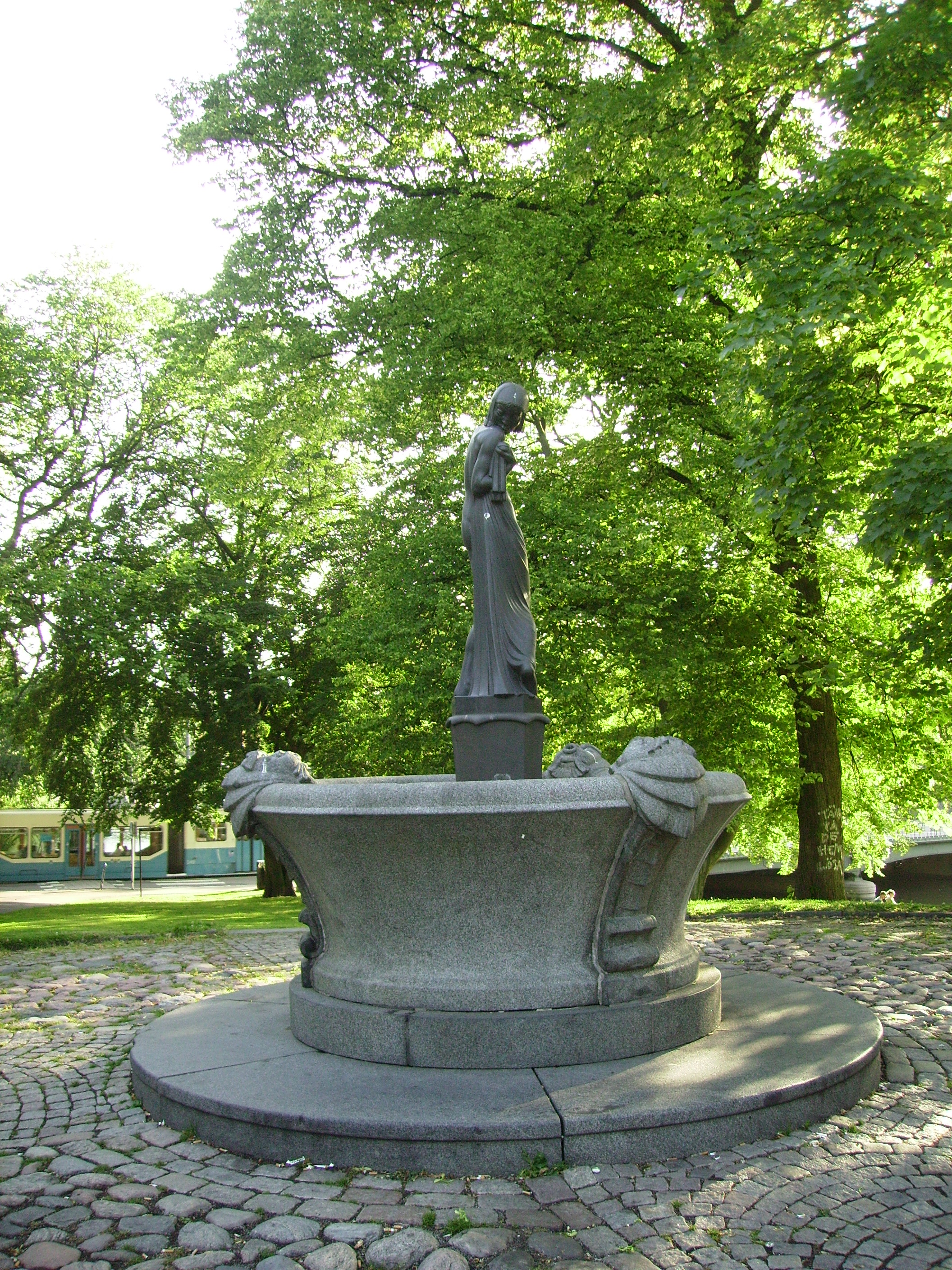

Flickan och sjötrollen, även kallad Skogsråfontänen, är en skulptur av Ivar Johnsson, placerad 1919 på Floras kulle i Kungsparken i centrala Göteborg. Skulpturen består av ett brunnskar i grå granit, vari en naken flicka i diabas står på en pelare. Kring karet finns tre sjötroll. Brunnskaret är utfört av arkitekten Arvid Fuhre.